# 旱蕨
旱蕨（学名：Pellaea nitidula）为凤尾蕨科碎米蕨属下的一个种。生长在干旱河谷疏林下岩石上，海拔200-2400米。分布于中国、尼泊尔、锡金、不丹、越南北部及日本。模式标本采自尼泊尔。